# بين ليلي
بين ليلي (بالإنجليزية: Ben Lilly)‏ هو مستكشف أمريكي، ولد في 1856 في مقاطعة ويلكوكس في الولايات المتحدة، وتوفي في 17 ديسمبر 1936 في سيلفر سيتي في الولايات المتحدة.